# Scar Symmetry
Scar Symmetry é uma banda de death metal melódico da Suécia, formada em 4 de abril de 2004.
A Scar Symmetry se juntou durante a sessão de gravação da banda Altered Aeon no Black Lounge Studios de Jaros Kjellgren, Per Nilsson e Permer Nilsson e o baterista Henrik Ohlsson.

## Integrantes
- Roberth Karlsson − Vocal Gutural
- Lars Palmqvist − Vocal limpo
- Ben Ellis - Guitarra
- Per Nilsson − Guitarra
- Henrik Ohlsson − bateria

Ex-Integrantes
- Christian Älvestam − Vocal
- Jonas Kjellgren − Guitarra
- Kenneth Seil − Baixo
- Andreas Holma − Baixo

## Discografia
- Seeds of Rebellion (demo) (2004)
- Symmetric in Design (2005)
- Pitch Black Progress (2006)
- Holographic Universe (2008)
- Dark Matter Dimensions (2009)
- The Unseen Empire (2011)
- The Singularity (Phase I: Neohumanity) (2014)
- The Singularity (Phase II: Xenotaph) (2023)

## Videografia
- "The Illusionist" (2006)
- "The Illusionist (new version)" (2006)
- "Artificial Sun Projection" (2008)
- "Morphogenesis" (2008)
- "Ascension Chamber" (2009)
- "Noumenon And Phenomenon" (2009)
- "The Iconoclast" (2010)
- "Illuminoid Dream Sequence" (2011)
- "Overworld" (2023)
- "Chrononautilus" (2023)
- "Scorched Quadrant" (2023)